# Elena Quiriciová
Elena Norina Quiriciová (* 16. února 1994 Baden) je švýcarská profesionální karatistka. Soutěží v disciplíně kumite v hmotnostní kategorii do 68 kg. Žije ve Schinznachu a je členkou Karate Do Brugg.
Je dcerou hokejisty a instruktorky karate, sportu se věnuje od čtyř let. V roce 2012 se stala juniorskou mistryní Evropy a na mistrovství světa v karate získala bronzovou medaili. Na mistrovství Evropy v karate vybojovala první seniorský titul v roce 2016. Startovala na Světových hrách 2017, kde vypadla v základní skupině. Na ME 2018 vyhrála kumite jednotlivců i družstev. Na Evropských hrách 2019 skončila po semifinálové porážce od Silvie Semerarové na třetím místě. Reprezentovala Švýcarsko na Letních olympijských hrách 2020, kde po dvou výhrách na body, jedné remíze a jedné porážce obsadila třetí místo skupiny a do semifinále nepostoupila. Nesla švýcarskou vlajku při závěrečném ceremoniálu olympiády. V roce 2023 se stala mistryní Evropy a skončila druhá na světovém šampionátu i na Evropských hrách, pokaždé byla její finálovou soupeřkou Irina Zarecká z Ázerbájdžánu.